# Отто Ган

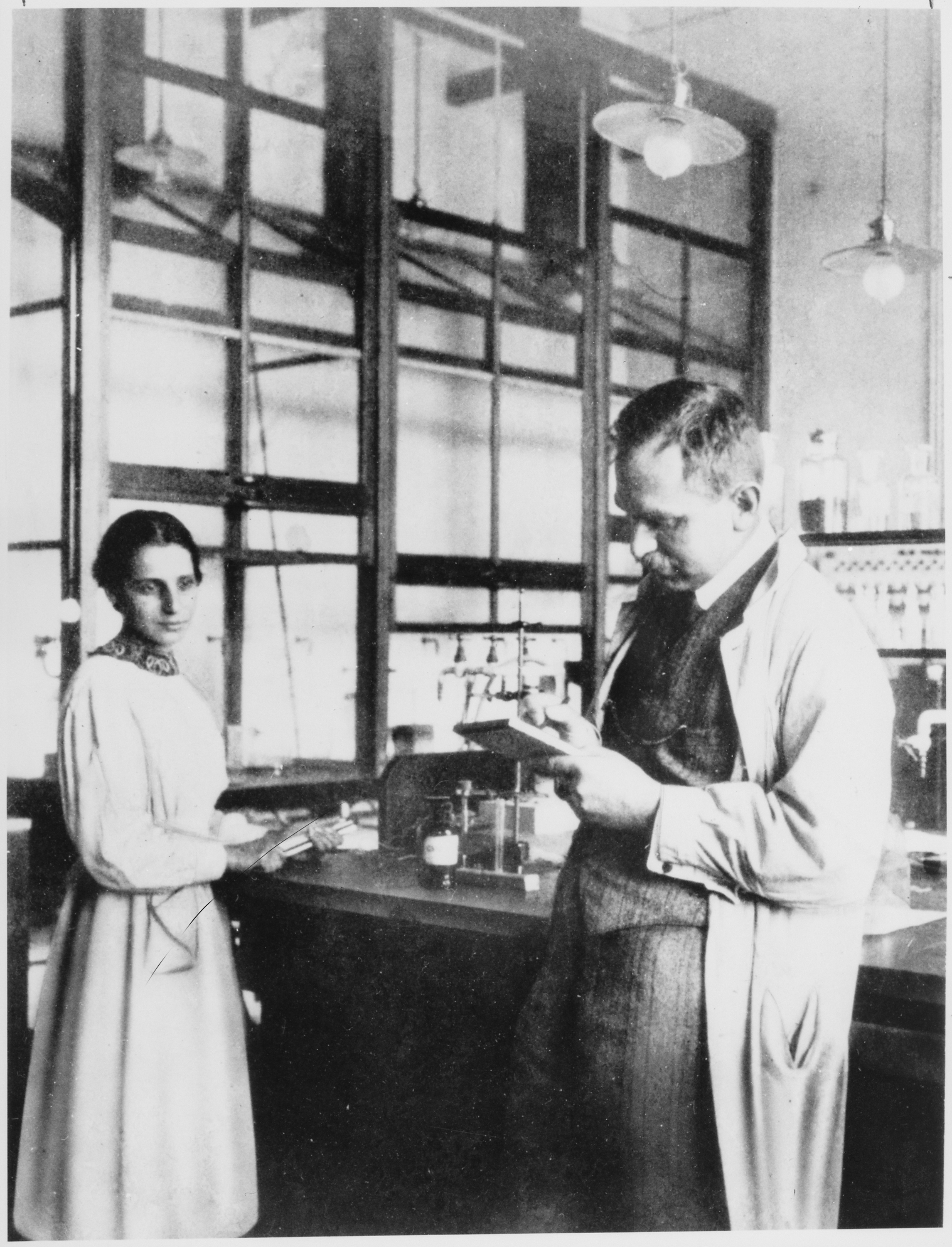
Отто Ган і Ліза Майтнер в лабораторії. 1913

Отто Ган (нім. Otto Hahn; 8 березня 1879, Франкфурт-на-Майні — 28 липня 1968, Геттінген) — німецький хімік, вчений-новатор в області радіохімії, який відкрив ядерну ізомерію (Уран Z) і розщеплення урану. Отримав Нобелівську премію з хімії за 1944. Гленн Сіборг назвав його «батьком ядерної хімії».

## Родина
У 1913 р. Ган одружився з Едіт Юнгханс, дочкою голови Штеттінської міської ради. У них був єдиний син. Незабаром після відставки Гана, коли йому був 81 рік, його син з невісткою загинули у Франції в автомобільній катастрофі, і він дбав про дружину, яка до того часу стала інвалідом, і онука.

## Нагороди
Будучи інтернований до Англії, Ган дізнається, що йому присуджена Нобелівська премія з хімії за 1944 р. «за відкриття розщеплення важких ядер». Йому було дозволено повернутися до Німеччини в 1946 р., в кінці цього ж року йому була вручена Нобелівська премія в Стокгольмі. У своїй промові при презентації лауреата Арне Тізеліус, член Шведської королівської академії наук, сказав: «Відкриття розщеплення важких ядер призвело до таких наслідків, що ми всі, все людство, дивимося вперед з великими надіями, але також і з великими побоюваннями за наше майбутнє».
У Нобелівській лекції Ган простежив пройдений науковими дослідженнями шлях від природної трансмутації урану, відкритої Антуаном Анрі Беккерелем, до ядерного розщеплення. На закінчення він процитував уривок з лекції Фредеріка Жоліо-Кюрі, виголошеної ним при врученні йому в 1935 році Нобелівської премії, в якій французький фізик попереджав про величезну небезпеку атомної енергії. «Те, що десять років тому було плодом уяви, „маревної уяви“, сьогодні стало вже, певною мірою, загрозливою реальністю». Звертаючись до аудиторії і відповідаючи на питання, чи буде використана ядерна енергія в мирних цілях або для руйнування, Ган заявив: «Відповідь повинна бути дана без коливання, що, безсумнівно, вчені світу докладуть всіх зусиль для перемоги першої альтернативи».
Отримав численні державні і наукові нагороди, серед яких:
- Залізний хрест 2-го і 1-го класу
- Орден Альберта (Саксонія), офіцерський хрест
- Медаль «За відвагу» (Гессен)
- Королівський орден дому Гогенцоллернів, лицарський хрест
- Медаль Еміля Фішера Німецького хімічного товариства (1922)
- Почесний хрест ветерана війни з мечами
- Премія Станіслао Канніццаро Королівської академії наук у Римі (1938)
- Нобелівська премія з хімії (1944)
- Медаль Макса Планка Німецького фізичного товариства (1949)
- Золота медаль Парацельса Швейцарського хімічного товариства (1953)
- Pour le Mérite за науку і мистецтво (1952)
- Орден «За заслуги перед Федеративною Республікою Німеччина»
  - великий хрест із зіркою і плечовою стрічкою (1954)
  - великий хрест 1-го класу (1959)
- Медаль Фарадея Британського хімічного товариства (1956)
- Орден Спасителя, офіцерський хрест (Греція)
- Орден Почесного легіону, офіцерський хрест (Франція)
- Орден Леопольда I, офіцерський хрест (Бельгія)
- Орден Британської імперії, почесний офіцерський хрест (Велика Британія)
- Хрест «За заслуги перед Церквою і Папою» (Ватикан)
- Австрійський почесний знак «За науку і мистецтво»
- Медаль Вільгельма Екснера
- Плакета Ернста Ройтера
- Почесний громадянин міст Берлін, Геттінген і Франкфурт-на-Майні
- Почесний доктор численних навчальних закладів